# Тойлыева, Огул
Огул Тойлыева (1928 — ?) — звеньевая колхоза «Большевик» Ильялинского района Ташаузской области Герой Социалистического Труда (14.02.1957).

## Биография
Родилась в 1928 году на территории современного Дашогузского велаята Туркменистана в семье крестьянина. Туркменка.
Получила неполное среднее образование. В 1944—1950 годах — колхозница, а с 1950 года — звеньевая колхоза «Большевик» Ильялинского района Ташаузской области Туркменской ССР (ныне — этрапа имени Гурбансолтан-эдже Дашогузского велоята Туркменистана).
Указом Президиума Верховного Совета СССР от 14 февраля 1957 года за выдающиеся успехи в деле развития советского хлопководства, широкое применение достижений науки и передового опыта в возделывании хлопчатника и получение высоких и устойчивых урожаев хлопка-сырца, за успехи, достигнутые в развитии животноводства и других отраслей сельского хозяйства, Тойлыевой Огул присвоено звание Героя Социалистического Труда с вручением ордена Ленина и золотой медали «Серп и Молот».
В последующие годы её звено стабильно добивалось высоких результатов. награждена орденом «Знак Почёта». Занималась общественной работой. Избиралась Депутатом Верховного Совета СССР 5-го созыва (1958—1962). Вступила в КПСС.
Жила в Ильялинском районе Ташаузской области.

## Награды
- Золотая медаль «Серп и Молот» (14.02.1957);
- орден Ленина (14.02.1957);
- орден «Знак Почёта»;
- Медаль «За доблестный труд в Великой Отечественной войне 1941—1945 гг.»;
- Отмечена дипломами и почётными грамотами.